# استفان مالارمه

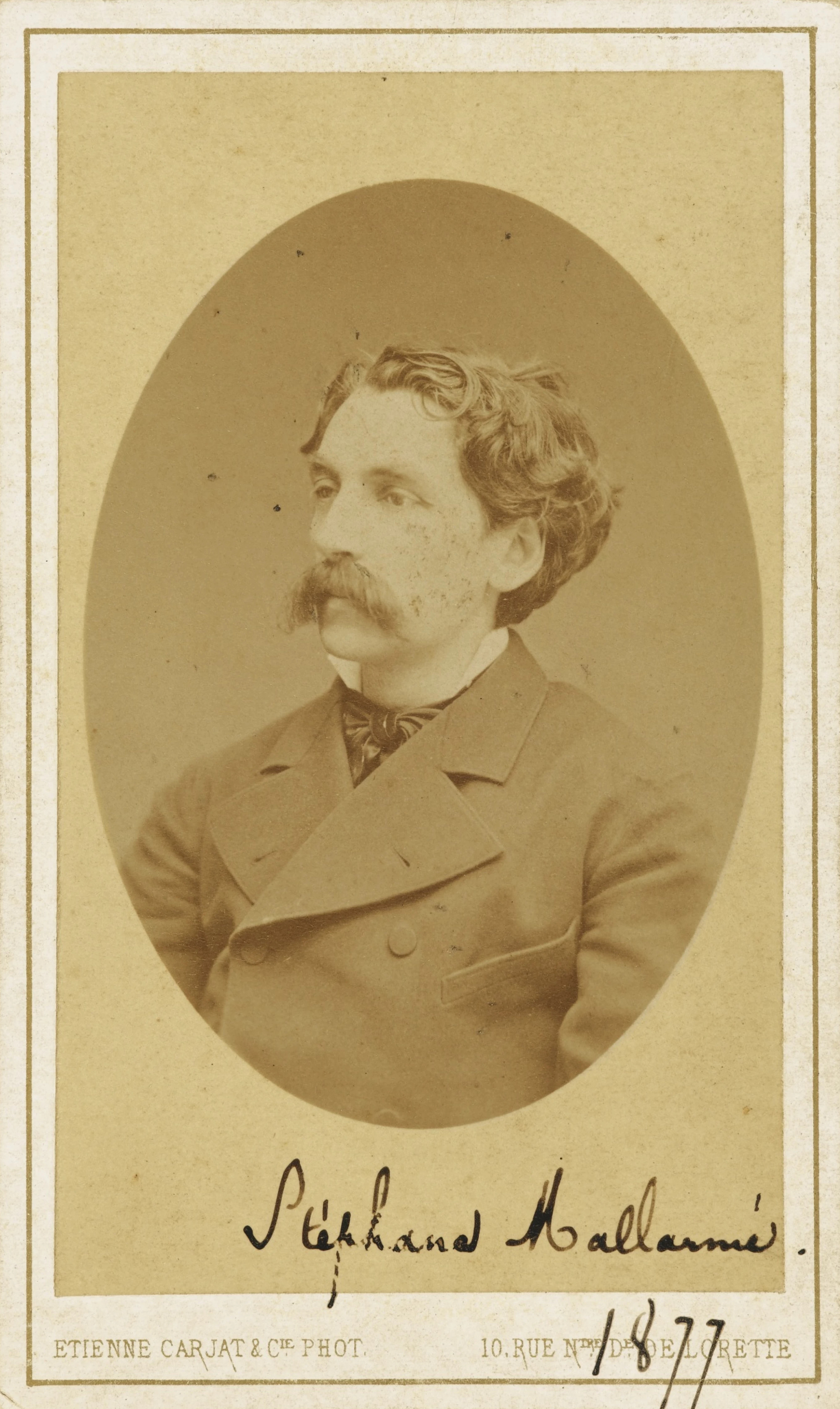
عکسی از استفان مالارمه توسط اتین کرجا، ۱۸۷۷.

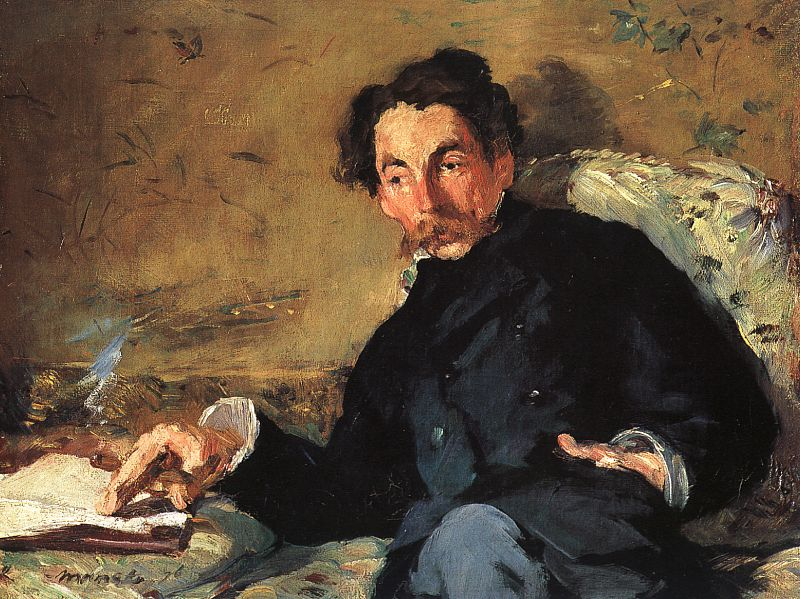
پرتره استفان مالارمه توسط ادوار مانه، ۱۸۷۶.

استفان مالارمه (به فرانسوی: Stéphane Mallarmé) اتین مالارمه معروف به استفان مالارمه شاعر، معلم، مترجم و منتقد فرانسوی بود که در ۱۸ مارس ۱۸۴۲ در پاریس متولد شد و نهم سپتامبر ۱۸۹۸ در ولون (شهر وولن سور سن و مارن) درگذشت.
وی از مریدان و علاقه‌مندان تئوفیل گوتیه، شارل بودلر و تئودور دبانویل بود و در سال ۱۸۶۲ نخستین اشعار خود را در مجلات منتشر نمود. به عنوان شغل از سر ضرورت زبان انگلیسی درس می‌داد و به همین دلیل در ماه سپتامبر ۱۸۶۳ برای کار به مدرسه تورنن-سور-رن در آردش رفت و در بزانسون و آوینیون اقامت کرد، در سال ۱۸۷۱ به پاریس رفت. به این ترتیب با نویسندگانی چون پل ورلن، امیل زولا و آگوست دو ویلیر دو لیل‌آدام و هنرمندانی مانند ادوار مانه، که پرتره او را در سال ۱۸۷۶ نقاشی کرد ملاقات کرد.
او در شغل خود چندان موفق نبود و نزد شاگردانش محبوبیتی نداشت و فقر و مرگ عزیزان او را آزرده بود ولی زندگی خانوادگی آرامی داشت. او به نوشتن شعر ادامه می‌دهد و در محافل سه شنبه خیابان رم یا خانه ییلاقی خود در ولون نزدیک فونتنبلو هم چنان با هنرمندان ملاقات می‌کند. مرگ او نیز در ۵۶ سالگی در همین خانه می‌رسد.
او به مکتب هنر برای هنر علاقه بسیاری دارد و از سال ۱۸۶۶ در پارناس معاصر قلم می‌زند و همیشه در پی غلبه بر غلبه بر احساس ناتوانی ناشی از افسردگی است که دارد، در پی زیبایی خالصی که به رای او تنها منبع تولید هنر است. وی می‌گوید: «جهان ساخته شده‌است تا کتاب زیبایی نوشته شود.» پروژه‌های بزرگی آغاز می‌کند که ارودیاد (۱۸۶۴–۱۸۸۷) و بعد از ظهر یک حیوان وحشی (۱۸۶۵–۱۸۷۶) از جمله آن‌ها است. کلود دبوسی یکی از معروف‌ترین سمفونی‌های خود را در ۱۸۹۲–۱۸۹۴ بر اساس این کار می‌سازد. مالارمه به ادگار آلن پو علاقه بسیاری دارد و اثر وی به نام کلاغ (۱۸۴۵) را در سال ۱۸۷۵ ترجمه و با تصویرگری ادوارد مانه منتشر می‌کند و علاوه بر ترجمه اشعار دیگر او به نثر، در سال ۱۸۷۶ یک مرثیه (tombeau) برای او می‌سراید.
در سال ۱۸۸۷، نسخه‌ای از اشعارش را منتشر می‌کند و نشان می‌دهد در پی یافتن سبک مخصوص خود است از جمله در شعر «Sonnet en X» می‌نویسد:
Ses purs ongles très haut dédiant leur onyx
و در یکی از اشعار هشت هجایی اش می‌نویسد:
Une dentelle s'abolit // Dans le doute du Jeu suprême //A n'entrouvrir comme un blasphème //Qu'absence éternelle de lit
اوج تلاش او برای دست یافتن به شعر مطلق در در شعر «Un Coup de Dés Jamais N'Abolira Le Hasard» است که در ۱۸۹۷ می‌نویسد. مالارمه چون با شعر گفتن در پی کشف اصول شعر است از همان زمان مورد انتقاد قرار می‌گیرد و می‌گویند بیان مبهمی در شعر دارد.
پل ورلن در سال ۱۸۸۴ مقاله‌ای طولانی در باب مالارمه می‌نویسد و او را در شمار شاعران منحط قلم داد می‌کند و این شهرت مالارمه بسیاری برای مالارمه ایجاد می‌کند و او را در کنار طلایه داران مدرنیته و پیشگامان هنر و ادبیات قرار می‌دهد که نسل جوان شاعران نظیر آنری دو رینیه و پل والری سمبولیست‌ها آن‌ها را استاد خود می‌دانند. شعر استفان مالارمه در واقع در نیمه دوم قرن نوزدهم آغازگر رستاخیز شعر است که اثر آن هنوز بر شاعران معاصر مانند ایو بونفوا قابل دیدن است.

## زندگی
اتین مالارمه در سال ۱۸۴۷ مادر خود را از دست می‌دهد و پدربزرگ و مادربزرگش تربیت او را برعهده می‌گیرند و در سال ۱۸۵۲ او را به مدرسه شبانه‌روزی می‌فرستند. در سال ۱۸۵۵ مسوولین مدرسه به این نتیجه می‌رسند که شاگرد کوشایی نیست و باید مدرسه را ترک کند. سپس او را به مدرسه شبانه‌روزی سانس می‌فرستند و خواهرش ماریا در ۱۸۵۷ از دنیا می‌رود. در این دوران نخستین اشعار خود را که به شدت تحت تأثیر ویکتور هوگو، تئودور د بنویل و تئوفیل گوتیه سروده بوده در مجموعه‌ای به نام بین دو دیوار (Entre deux murs) جمع‌آوری می‌کند. در سال ۱۸۶۰ گل‌های بدی شارل بودلر را به چنگ می‌آورد و مطالعه می‌کند و بسیار تحت تأثیر او قرار می‌گیرد. در همین سال در دبیرستانی که در آن درس می‌خواند به‌طور موقت و غیررسمی مشغول به کار می‌شود و به قول خود نخستین قدمی بود که در مسیر حیرت برداشتم (premier pas dans l'abrutissement). در سال ۱۸۶۲، چند شعری در مجلات مختلف منتشر می‌کند. سپس با یک معلم زن آلمانی به نام ماریا گرهارد که متولد سال ۱۸۳۵ است آشنا می‌شود و کار خود را رها می‌کند تا بتواند با وی در لندن زندگی کند. به این ترتب معلم زبان انگلیسی می‌شود. اقامت آن‌ها در لندن از نوامبر ۱۸۶۲ تا پایان تابستان سال ۱۸۶۳ ادامه یافت.
وی در سال ۱۸۶۳ از سربازی معاف می‌شود و در سال ۱۸۶۳ در ۱۰ اکتبر در کلیسای برامپتون اوراتوری با ماریا ازدواج می‌کند. در ماه سپتامبر، گواهی شایستگی تدریس زبان انگلیسی به دست می‌آورد، آنری باربوس از شاگردان او بود، و به مدرسه سلطنتی تورنن در آردش می‌رود. او این مدرسه را تبعیدگاه خود می‌دانست. در این دوره، همچنان شعر می‌نویسد، از جمله شعر «گل‌ها» (Les fleurs)، «اضطراب» (Angoisse)، «خسته از استراحت تلخ» (Las d'un amer repos). مالارمه در تابستان سال ۱۸۶۴، در آوینیون با فلیبرها آشنا می‌شود و شاعرانی از منطقه پرووانس نظیر تئودور اوبانل، ژوزف رومانی و فردریک میسترال با او مکاتبه می‌کنند. دخترش ژون‌وییه‌و (Geneviève) در ۱۹ نوامبر ۱۸۶۴ در تورنن به دنیا می‌آید. او در آن شهر نیز مثل بزانسون، تولون و بعدها پاریس شغل معلم زبان انگلیسی دارد.
سال بعد، شعر بعد از ظهر یک حیوان وحشی را می‌نویسد تا آن را در تئاتر فرانسه اجرا کنند ولی نمی‌پذیرند. او با ادبای پاریس نظیر لکنت دلیل و ژوزه ماریا د اردیا ارتباط برقرار می‌کند.
سال ۱۸۶۶ نقطه عطفی برای مالارمه بود: در زمانی که در کن نزد دوستش اوژن لوفبور (Eugène Lefébure) اقامت داشت، دچار تردیدی می‌شود که تا سال ۱۸۶۹ ادامه پیدا می‌کند. با شغل استادی به بزانسون می‌رود و ازماه نوامبر با پل ورلن مکاتبه آغاز می‌کند. در سال ۱۸۶۷، در آوینیون نشر اشعار منثور خود را آغاز می‌کند و چند بار به دیدار فردریک میسترال در میلن می‌رود. در سال ۱۸۶۹ نوشتن ایگیتور را آغاز می‌کند که داستانی شاعرانه و فلسفی است ولی آن را ناتمام رها می‌کند و این در واقع پایان ضعف هنر شعری است که از سال ۱۸۶۶ دامنگیر او شد. در سال ۱۸۷۰، به خاطر بیماری از تدریس دست می‌کشد و شاهد تشکیل جمهوری در ماه سپتامبر است. پسرش آناتول در ۱۶ ژوئیه ۱۸۷۱ در سانس متولد می‌شود و برای تدریس در دبیرستان کوندورسه به پاریس می‌رود و خانواده خود را به پلاک ۲۹ خیابان مسکو در این شهر می‌برد.
مالارمه در سال ۱۸۷۲ با آرتور رمبو که شاعر جوانی است ملاقات می‌کند. در سال ۱۸۷۳ ادوارد مانه نقاش را می‌بنید و وقتی نقاشی‌هایش در سال ۱۸۷۴ در سالن‌ها رد می‌شود از او دفاع می‌کند. بعداً با کمک همین نقاش با زولا ملاقات می‌کند. مالارمه در این زمان مجله‌ای به نام «آخرین مد» (La Dernière Mode) منتشر می‌کند که هشت شماره از آن چاپ می‌شود و تمام محتوای آن به قلم خود او است که با نام‌های مستعار مختلف، که اغلب زنانه هستند در آن می‌نویسد. ناشران در ژوئیه ۱۸۷۵ نسخه جدید خود اثر او به نام بعد از ظهر یک حیوان وحشی را رد می‌کنند ولی سال بعد با تصویرگری ادوارد مانه در نشر آلفونس دورن منتشر می‌شود. مقدمه‌ای بر چاپ جدید واتک، اثر ویلیام بکفورد می‌نویسد. در اوایل سال ۱۸۷۷، در منزل خود روزهای سه شنبه جلسات ادبی برگزار می‌کند که شهرت بسیاری پیدا می‌کند. مالارمه در سال ۱۸۷۸ با ویکتور هوگو آشنا می‌شود و در سال ۱۸۷۹ کتابی دربارهٔ اسطوره به نام «خدایان باستانی» (Les Dieux antiques) منتشر می‌کند. در هشتم اکتبر ۱۸۷۹ پسرش آناتول می‌میرد.
مالارمه از سال ۱۸۷۴ به جهت بیماری که دارد به وولن-سور-سن در نزدیکی فونتن بلو می‌رود و طبقه اول یک ساختمان قدیمی را در ساحل سن برای خود و خانواده اش اجاره می‌کند. سپس این مجتمع را خریداری می‌کند و با دستان خود آن را زیباسازی و در آن برای همیشه اقامت می‌کند و روزها را به همراه نادار یا سایر ساکنان مشهور این مجتمع، روبروی جنگل‌هایی که تصویر درخشان آن در رود سن می‌افتاد، به ماهی‌گیری می‌گذراند. درود من به رودخانه‌ای که می‌گذارد تمام وقت روز در آب آن فرو بروند بی این که تصور کنیم از دست مان می‌روند (J'honore la rivière qui laisse s'engouffrer dans son eau des journées entières sans qu'on ait l'impression de les avoir perdues).
در سال ۱۸۸۴، پل ورلن سومین مقاله از مجموعه شاعران منحط را در مورد مالارمه منتشر می‌کند؛ در همان سال، ژوریس کارل اویسمانس بازگشت (â rebours) را منتشر می‌کند که شخصیت اصلی آن دزسنت (des Esseintes) از شعر مالارمه تمجید می‌کند؛ این دو اثر باعث معروفیت مالارمه می‌شود. مالارمه را به دبیرستان جانسون دسایی می‌فرستند. در سال ۱۸۸۵ توضیح اورفه‌ای زمین (l'explication orphique de la Terre) در ۱۸۸۶ اولین شعر بدون علامت سجاوندی اش به نام ورود من به تاریخ تو (M'introduire dans ton histoire) در ۱۸۸۷ نسخه نهایی بعد از ظهر یک حیوان وحشی و در سال بعد ترجمه اشعار ادگار آلن پو را منتشر کرد.
در سال ۱۸۹۱، وضعیت سلامتی او دوباره بد می‌شود. مالارمه ابتدا مرخصی می‌گیرد و بعد ساعت کارش را کم می‌کند. روی پل ولون با اسکار وایلد و پل والری ملاقات می‌کند (والری نزدیک بود در آب غرق بشود). والری یکی از اعضای ثابت مهمانی‌های سه شنبه منزل مالارمه است. در سال ۱۸۹۲، پس از مرگ اوژن مانه، برادر ادوارد مانه، والری معلم دخترش، ژولی می‌شود، که مادرش، برت موریسوی نقاش است. در این زمان کلود دبوسی مقدمه‌ای بر بعد از ظهر یک حیوان وحشی را می‌سازد که در سال ۱۸۹۴ نمایش داده می‌شود. مالارمه در نوامبر ۱۸۹۳ بازنشسته می‌شود و در سال ۱۸۹۴ در کمبریج و آکسفورد سخنرانیهای ادبی می‌کند. بعد از دو سال مالارمه در مراسم خاکسپاری ورلن در ۸ ژانویه ۱۸۹۶ شرکت می‌کند و به جای وی به عنوان شاهزاده شاعران انتخاب می‌شود.
در سال ۱۸۹۸، در کنار امیل زولا قرار می‌گیرد که در روزنامه پگاه (L'Aurore) در تاریخ ۱۳ ژانویه، نامه سرگشاده‌ای به عنوان من متهم می‌کنم (J'accuse) به طرفدارای از آلفرد دریفوس می‌نویسد. در ۸ سپتامبر ۱۸۹۸، مالارمه دچار گرفتگی حنجره می‌شود ولی جان به در می‌برد. همان شب، در نامه‌ای به همسر و دخترش می‌گوید تمام نوشته‌ها و یادداشت‌هایش را نابود کنند چون "هیچ میراث ادبی در آن‌ها نیست …". صبح روز بعد، بر اثر همین بیماری در آغوش پزشکش در حضور همسر و دخترش می‌میرد و در کنار پسرش آناتول در گورستان سامورو در نزدیکی ولون دفن می‌شود.